# Unión Deportiva Sámano
La Unión Deportiva Sámano es un club de fútbol español procedente de Sámano, Cantabria. Fundado en 1978 juega actualmente en el grupo I de la Segunda Federación de España. Disputa sus partidos como local en el Estadio Vallegón, con una capacidad estimada en 1000 espectadores.

## Historia
La Unión Deportiva Sámano fue fundada en 1978. Ha militado principalmente en categorías regionales. La primera vez que consiguió competir en la Tercera División fue de 1987 a 1989. Tras este breve periplo por la Tercera División, volvió a disputar las categorías regionales. Tardó más de dos décadas y media en retornar a categorías nacionales.

## Estadio
Su terreno de juego es el campo de Vallegón, está ubicado en el polígono industrial del mismo nombre, en Sámano. Con capacidad estimada en 1000 espectadores. Dispone de dos pequeñas gradas, situadas ambas en el mismo lateral del campo, una de ellas está cubierta. Sus dimensiones son de 98 x 63 m. En principio el terreno era de hierba natural. Pero su continuo mal estado, debido a los encharcamientos y al barro, hizo que se cambiará su superficie a la de hierba sintética. Las obras de remodelación culminaron en 2023.

## Uniforme
- Uniforme titular: camiseta naranja con franja horizontal negra; pantalón naranja con detalles negros y medias naranjas.
- Uniforme alternativo: camiseta negra con franja horizontal en naranja; pantalón negro con detalles en naranja y medias negras.

## Trayectoria en competiciones nacionales
- Temporadas en Primera División: 0
- Temporadas en Segunda División: 0
- Temporadas en Primera Federación: 0
- Temporadas en Segunda Federación: 1
- Temporadas en Tercera: 11
- Participaciones en Copa del Rey: 0

## Trayectoria
| Temporada | Nivel | Categoría           | Posición | Copa del Rey |
| --------- | ----- | ------------------- | -------- | ------------ |
| 1978-79   | 7     | 2.ª Regional        | 8.º      |              |
| 1979-80   | 7     | 2.ª Regional        | 3.º      |              |
| 1980-81   | 6     | 1.ª Regional        | 15.º     |              |
| 1981-82   | 6     | 1.ª Regional        | 8.º      |              |
| 1982-83   | 6     | 1.ª Regional        | 19.º     |              |
| 1983-84   | 7     | 2.ª Regional        | 1.º      |              |
| 1984-85   | 6     | 1.ª Regional        | 6.º      |              |
| 1985-86   | 6     | 1.ª Regional        | 4.º      |              |
| 1986-87   | 5     | Regional Preferente | 6.º      |              |
| 1987-88   | 4     | 3.ª División        | 16.º     |              |
| 1988-89   | 4     | 3.ª División        | 21.º     |              |
| 1989-90   | 5     | Regional Preferente | 15.º     |              |
| 1990-91   | 5     | Regional Preferente | 8.º      |              |
| 1991-92   | 5     | Regional Preferente | 4.º      |              |
| 1992-93   | 5     | Regional Preferente | 12.º     |              |
| 1993-94   | 5     | Regional Preferente | 14.º     |              |
| 1994-95   | 5     | Regional Preferente | 9.º      |              |
| 1995-96   | 5     | Regional Preferente | 8.º      |              |
| 1996-97   | 5     | Regional Preferente | 9.º      |              |
| 1997-98   | 5     | Regional Preferente | 6.º      |              |
| 1998-99   | 5     | Regional Preferente | 4.º      |              |
| 1999-2000 | 5     | Regional Preferente | 9.º      |              |
| 2000-01   | 5     | Regional Preferente | 5.º      |              |
| 2001-02   | 5     | Regional Preferente | 9.º      |              |
| 2002-03   | 5     | Regional Preferente | 16.º     |              |
| 2003-04   | 6     | 1.ª Regional        | 2.º      |              |
| 2004-05   | 6     | 1.ª Regional        | 3.º      |              |
| 2005-06   | 5     | Regional Preferente | 9.º      |              |
| 2006-07   | 5     | Regional Preferente | 7.º      |              |
| 2007-08   | 5     | Regional Preferente | 8.º      |              |
| 2008-09   | 5     | Regional Preferente | 13.º     |              |
| 2009-10   | 5     | Regional Preferente | 15.º     |              |

| Temporada | Nivel | Categoría           | Posición | Copa del Rey |
| --------- | ----- | ------------------- | -------- | ------------ |
| 2010-11   | 6     | 1.ª Regional        | 2.º      |              |
| 2011-12   | 5     | Regional Preferente | 6.º      |              |
| 2012-13   | 5     | Regional Preferente | 4.º      |              |
| 2013-14   | 5     | Regional Preferente | 6.º      |              |
| 2014-15   | 5     | Regional Preferente | 2.º      |              |
| 2015-16   | 4     | 3.ª División        | 20.º     |              |
| 2016-17   | 5     | Regional Preferente | 2.º      |              |
| 2017-18   | 4     | 3.ª División        | 7.º      |              |
| 2018-19   | 4     | 3.ª División        | 7.º      |              |
| 2019-20   | 4     | 3.ª División        | 13.ª     |              |
| 2020-21   | 4     | 3.ª División        | 8.ª      |              |
| 2021-22   | 5     | 3.ª División RFEF   | 6.ª      |              |
| 2022-23   | 5     | 3.ª Federación      | 9.º      |              |
| 2023-24   | 5     | 3.ª Federación      | 14.º     |              |
| 2024-25   | 5     | 3.ª Federación      | 1º       |              |

## Palmarés

### Torneos autonómicos
- Subcampeón de la 1.ª Regional (2): 2003-04 (Grupo A) y 2010-11.
- Campeón de Tercera RFEF - 2024-25, Grupo III

### Trofeos amistosos
- Trofeo Memorial José Antonio Expósito (1): 2024.